# Lengnau (Berna)
Lengnau (toponimo tedesco, informalmente anche Lengnau bei Biel; in francese Longeau, desueto) è un comune svizzero di 5 195 abitanti del Canton Berna, nella regione del Seeland (circondario di Bienne).

## Storia

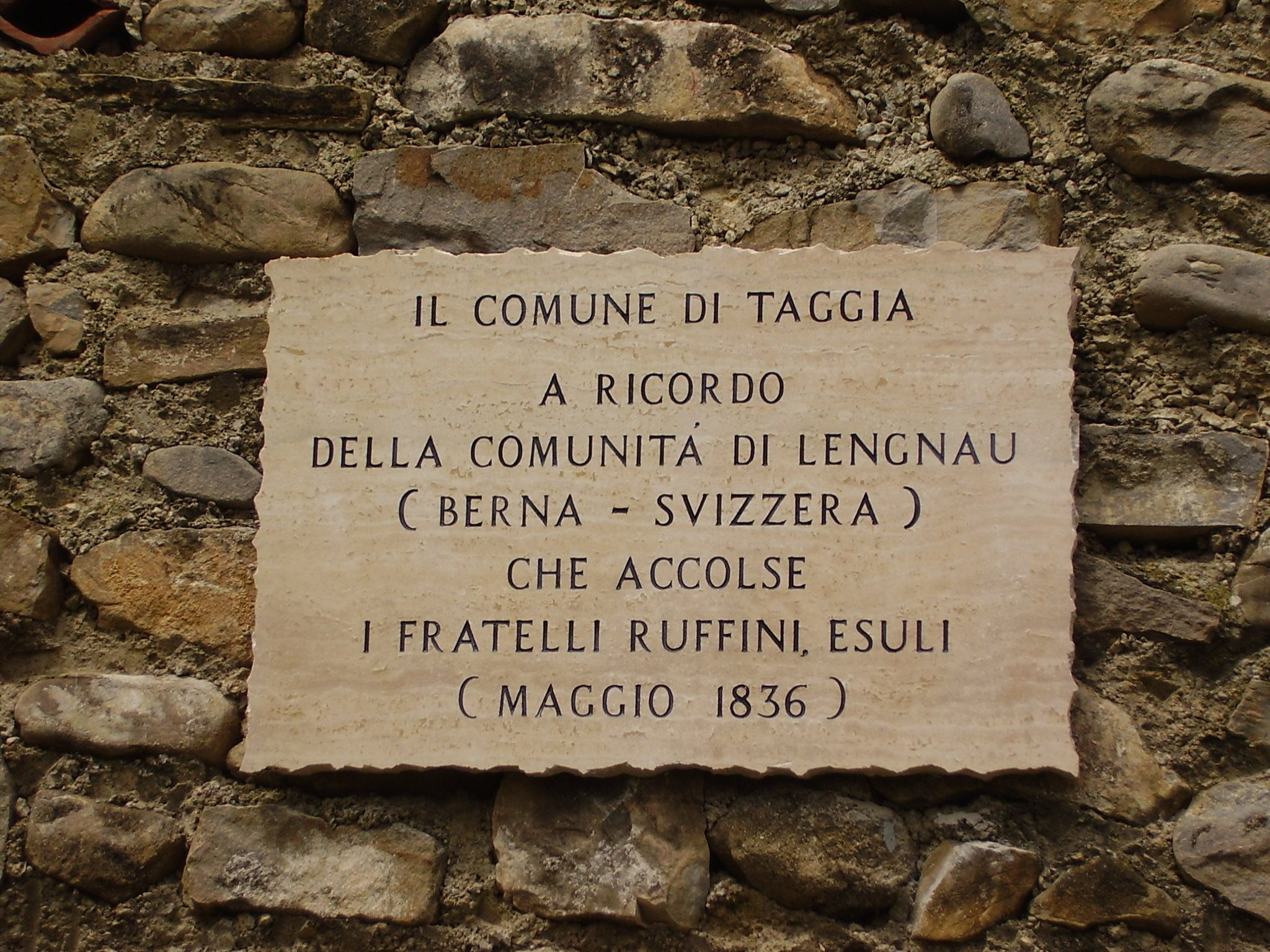
Lapide presenta a Taggia (Italia) in ricordo dell'esilio dei fratelli Ruffini a Lengnau

Nel XIX secolo ha ospitato i fratelli Ruffini di Taggia, patrioti italiani, esuli dall'Italia per evitare la repressione dei moti mazziniani. Nel 1917 vi fu fondata la Rado, azienda di orologeria.

## Monumenti e luoghi d'interesse

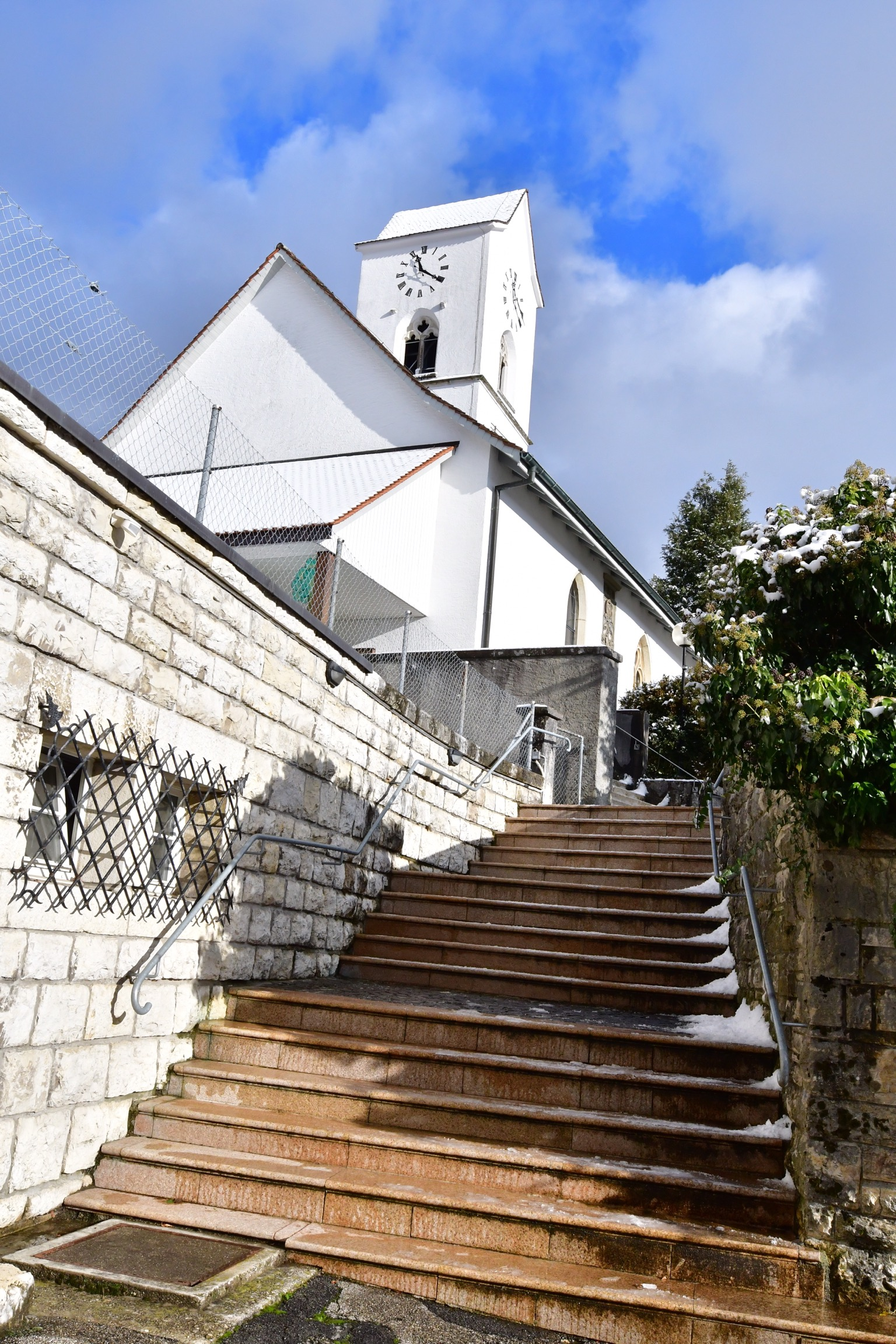
La chiesa riformata

- Chiesa riformata (già di San Germano), attestata dal 1323 e ricostruita nel 1630-1650[1].

## Società

### Evoluzione demografica
L'evoluzione demografica è riportata nella seguente tabella:
Abitanti censiti

## Infrastrutture e trasporti

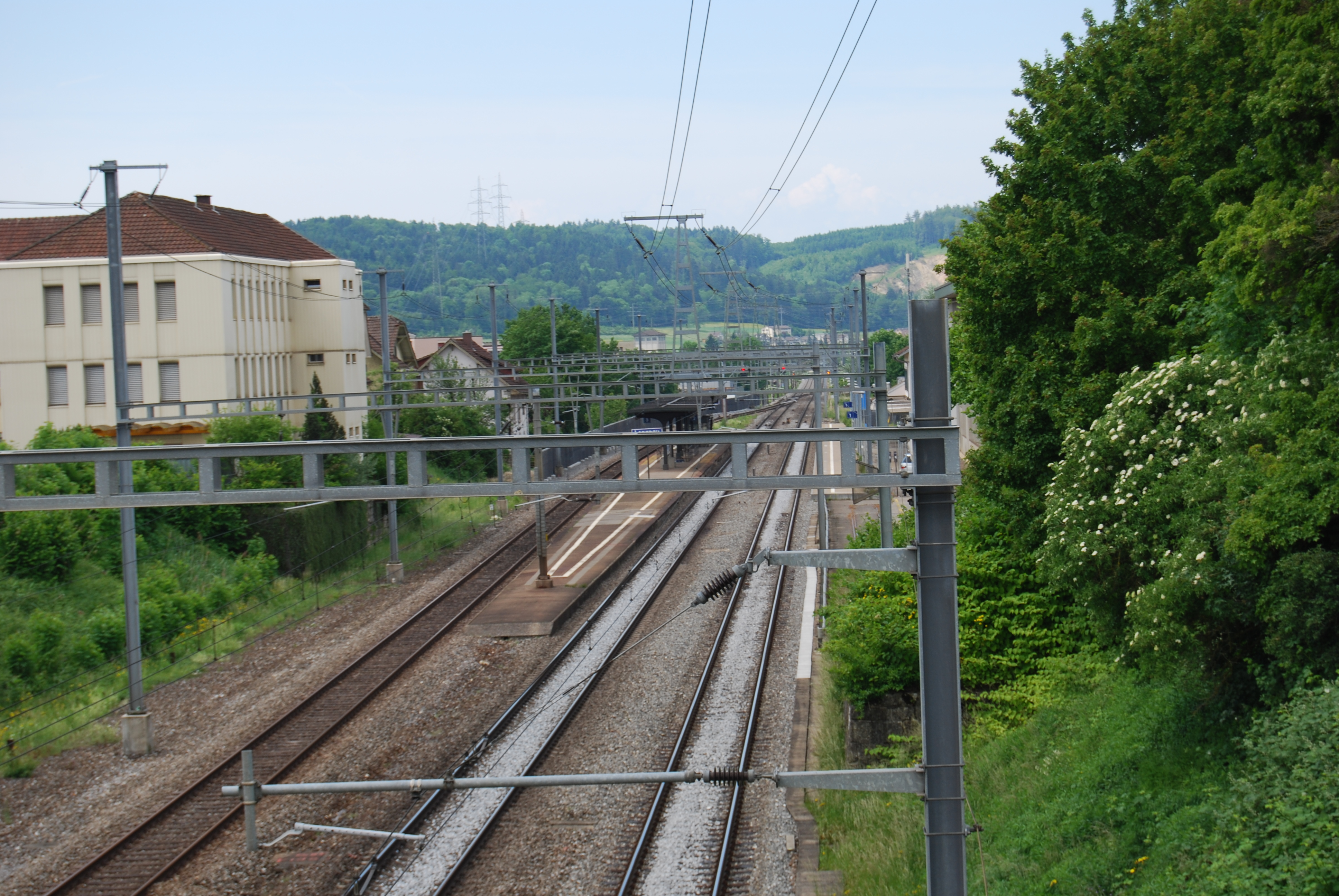
La stazione di Lengnau

Lengnau è servito dall'omonima stazione sulla ferrovia Olten-Losanna, capolinea della ferrovia Moutier-Lengnau.

## Amministrazione
Ogni famiglia originaria del luogo fa parte del cosiddetto comune patriziale e ha la responsabilità della manutenzione di ogni bene comune.